# Domenico Cavagnari
Domenico Cavagnari (Genova, 20 luglio 1876 – Roma, 2 novembre 1966) è stato un ammiraglio italiano.
Con l'ammiraglio Domenico Cavagnari, sottosegretario di Stato dal 1933 e capo di stato maggiore dal 1934, la Regia Marina raggiunse la sua massima espansione. Genovese, entrò nella Regia Marina alla fine dell'Ottocento e partecipò alla guerra italo-turca e alla prima guerra mondiale imbarcato su naviglio silurante. Diventato ammiraglio negli anni Venti, comandò dapprima l'Accademia navale e la 2ª Divisione Navale raggiungendo poi i vertici della marina nel 1933. Impostò un programma di sviluppo incentrato soprattutto sulle navi da battaglia e sui sommergibili, trascurando completamente le portaerei, la formazione di un'aviazione navale imbarcabile e l'adozione del radar EC3/ter «Gufo» del prof. Ugo Tiberio sulle navi, come già avveniva, invece, nella Royal Navy. Dopo l'entrata in guerra nel 1940, a causa del grave smacco durante la Notte di Taranto, ma in generale per la condotta passiva della guerra navale, Mussolini lo sostituì con l'ammiraglio Arturo Riccardi. Morì a Roma nel 1966.

## Biografia
Figlio di un farmacista, nel novembre 1889 entrò nell'Accademia navale di Livorno; al primo anno venne bocciato in due materie, ma nel 1895 venne nominato guardiamarina. Nel 1897 fu promosso sottotenente di vascello e nel 1900 tenente di vascello. Vista la partecipazione dell'Italia alla repressione dei Boxer, nell’aprile 1903 salpò con l'incrociatore corazzato Vettor Pisani con destinazione la Cina. Una volta rientrato in patria, trascorse gli anni 1906 e 1907 presso lo yacht del re, servizio di grande prestigio per un giovane ufficiale.
Cavagnari partecipò alla campagna di Libia del 1911 e alla prima guerra mondiale in Adriatico, dove fu promosso capitano di fregata per merito di guerra.
Dal novembre 1922 fino al febbraio 1925 fu capo di gabinetto del ministro della Marina.
Tra l'aprile e il settembre 1925, come Capitano di vascello, fu al comando del "Gruppo Autonomo Esploratori Leggeri" (composto dai tre nuovi esploratori classe Leone) nel corso di una crociera nel Mare del Nord e nel Mar Baltico. Dal 1928 al '29 fu comandante dell'Arsenale militare marittimo della Spezia.
Dal 1929 al 1932 fu comandante della Accademia navale di Livorno e lavorò sin dalla fine degli anni Venti per rendere più legata al regime l'Accademia.

### Capo di SM e Sottosegretario alla Marina
Era al comando della 2ª divisione navale della I squadra quando, nel novembre 1933, Mussolini lo nominò sottosegretario del Ministero della Marina e poco dopo, promosso ammiraglio di squadra, assunse anche la carica di Capo di Stato Maggiore della Marina. Riuniva cioè di fatto nelle sue mani sia la massima responsabilità militare, in qualità di Capo di Stato Maggiore, che politica, come sottosegretario del Ministero della Marina, affidato formalmente allo stesso Benito Mussolini (come i ministeri della Guerra e dell'Aeronautica).
In questa posizione fu Cavagnari a preparare la Marina al secondo conflitto mondiale. È opinione abbastanza condivisa dagli storici che la flotta affrontò la guerra senza un adeguato grado di preparazione. Malgrado disponesse di una delle maggiori flotte sommergibilistiche del mondo (seconda solo a quella dell'Unione Sovietica), e con una flotta da guerra di rilevanti dimensioni (con le nuovissime navi da battaglia classe Littorio da 40 000 t) non erano stati risolti alcuni problemi strutturali, tra cui è il caso di ricordare il coordinamento inesistente tra lo strumento navale e quello aeronautico, la mancanza di portaerei (solo con troppo ritardo ci si accinse alla costruzione delle portaerei Aquila e Sparviero, che comunque non furono completate in tempo per poter intervenire nel conflitto).
Grandi e gravi responsabilità oggettive ebbe il Cavagnari nel mancato sviluppo e utilizzo da parte italiana delle portaerei e delle moderne tecnologie elettroniche, come il radar EC3/ter «Gufo» del prof. Ugo Tiberio. Da lui considerate "diavolerie", esse diedero un vantaggio decisivo alla flotta inglese, in particolare negli scontri notturni. Queste sue scelte influenzarono in modo decisamente negativo per la Regia Marina l'esito del conflitto sul mare. Fu sicuramente l'uomo sbagliato al momento sbagliato e nel posto sbagliato. Era però uno degli ammiragli prediletti dal regime ed uno degli ammiragli giunti in ruoli apicali più vicini alle posizioni del fascismo.
Come ministro de facto e capo di Stato Maggiore fu scelto da Mussolini quando, alla metà degli anni Trenta, il regime volle militari che fossero esecutori precisi delle direttive (sempre più avventuriste) della politica estera fascista, in maniera sempre più acritica. Fu infatti un sostenitore fedele del fascismo, e anche nel momento delle sue dimissioni ricevette attestati di stima da parte del Duce. Come quest'ultimo era famoso per la propria pignoleria nella gestione del ministero, oltre all'attenzione ai fattori morali, alla forma, all'immagine. Inoltre fu decisamente un conservatore, sia a livello amministrativo che strategico, e un sostenitore della marina delle grandi navi, contro l'idea del naviglio leggero e di scorta (oltre che delle portaerei) che erano state molto diffuse nelle aspirazioni e nella programmazione dei suoi predecessori. Fu, infine, l'artefice di un appiattimento delle dottrine strategiche italiane sulle posizioni ufficiali del governo, non gradendo affatto (e non permettendo anche a livello disciplinare, oltre che di carriera) che gli ufficiali, anche su pubblicazioni non ufficiali della marina e in conversazioni private, esprimessero critiche verso gli orientamenti militari e politici della nazione, la programmazione strategica, le politiche industriali e cantieristiche, le alleanze e il regime.
Importante documento della posizione dell'ammiraglio è la lettera da lui inviata in data 15 gennaio 1935, interamente riprodotta dallo storico Renzo De Felice , nella quale Cavagnari esprimeva il più ampio consenso all'impresa etiopica ("o oggi o mai"), sottolineando al tempo stesso l'esigenza di giungere ad un accordo preventivo con la Gran Bretagna, a motivo del controllo da essa esercitato sul canale di Suez. Tale posizione conferma l'orientamento prevalentemente anti-francese della marina italiana, che viceversa manifestava la volontà costante di evitare lo scontro con la flotta britannica. Dal 1939 fece parte della Camera dei fasci e delle corporazioni nel corso della XXX legislatura, in quanto membro del governo.

### Nella seconda guerra mondiale
Cavagnari illustrò a Mussolini già nel marzo 1940 le scarse probabilità di vittoria della Regia Marina nell'ingresso dell'Italia nella seconda guerra mondiale, sottolineando la prospettiva di dovere mantenere un atteggiamento difensivo in una guerra sul mare. In seguito ai primi insuccessi della Marina nei primi mesi di guerra nella battaglia di Punta Stilo e soprattutto con l'attacco britannico alla base navale di Taranto, conosciuto come Notte di Taranto, l'ammiraglio Cavagnari fu costretto a dimettersi già il 7 dicembre 1940. Il suo successore a Supermarina fu l'ammiraglio Arturo Riccardi.
Cavagnari visse allora praticamente da pensionato gli anni della guerra. Dopo l'allontanamento dal governo fu nominato presidente del Comitato ammiragli ma si ritirò poco dopo, a domanda, dal servizio attivo. Il 2 maggio 1943 gli venne affidata l'inchiesta contro il generale Carlo Geloso, accusato di corruzione e malcostume durante la sua permanenza in Grecia, ma la vicenda si chiuse con un nulla di fatto. Dopo la caduta del Duce il 25 luglio 1943 e l'armistizio dell'8 settembre si tenne lontano da ogni polemica politica. Nel marzo 1945 fu collocato in ausiliaria.